# Fred Mascherino
Fred Paul Mascherino, född 27 juli 1975 i West Chester i Chester County, Pennsylvania, är en amerikansk musiker. 
Masherino föddes i West Chester, men växte upp i Coatesville, Pennsylvania. Han studerade vid Temple University i Philadelphia i Pennsylvania och tog examen i "Jazz Guitar".

## Karriär
Fred Mascherino spelar gitarr och sjunger i bandet The Color Fred. Mellan 2003 och 2007 var han sångare och gitarrist i den amerikanska rockgruppen Taking Back Sunday. Tidigare har han också medverkat i Brody (1992–1999) och Breaking Pangaea (2000–2003).
År 2009 startade Mascherino och Andy Jackson (från Death in the Park och Hot Rod Circuit) bandet Initials. Bandet ändrade namnet senare till Terrible Things.
År 2012 turnerade Mascherino 9 veckor som basgitarrist med alternativ rock-bandet The Lemonheads. Mascherino turnerade också sommaren 2014 med indiepunk-bandet Say Anything, som gitarrist och bakgrundssångare.
Fred Mascherino krediterades som producent och ljudtekniker på EP:n Light Years and Heavy Lifting från 2014 av Only on Weekends.